# Никольское-Урюпино
Нико́льское-Урю́пино (Николо-Урюпино) — бывшая усадьба князей Голицыных в селе Николо-Урюпино городского округа Красногорск Московской области России.

## История

### До революции
Имение Николо-Урюпино многократно переходило из рук в руки. Первая усадьба появилась в Урюпине в 1635 году, когда имение повторно вернулось в род Одоевских. Тогда здесь были выстроены помещичий дом и деревянная церковь (не сохранилась). В 1664—1665 Н. И. Одоевский построил каменную церковь Николая Чудотворца, авторство которой приписывается крепостному мастеру Павлу Потехину. Как и другие постройки Потехина, храм двухстолпный одноглавый, обстроен по углам четвериками приделов, в миниатюре повторяющими облик главного. В 1840 году М. Д. Быковский дополнил Никольскую церковь колокольней; в остальном она по сей день сохраняет первоначальный облик.

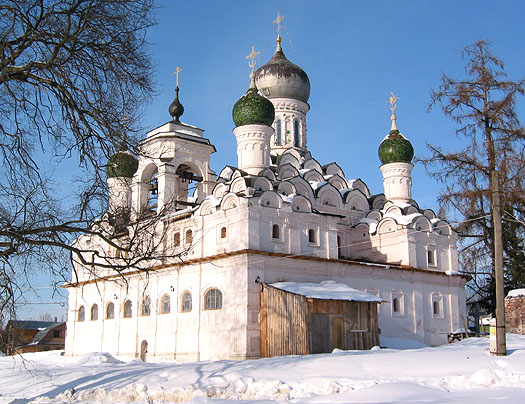
Церковь Николая Чудотворца

В 1721 году имение перешло в род Долгоруких, а после того, как они впали в немилость при Анне Иоанновне, было передано А. И. Кайсарову. Кайсаров также потерял Урюпино в ходе дворцовых интриг, вернул его при Елизавете, но вскоре был вынужден вернуть его Долгоруким. В 1774 году В. С. Долгорукий продал село князю Николаю Алексеевичу Голицыну.
Именно при Н. А. Голицыне, владевшем соседней усадьбой Архангельское, в Никольском-Урюпине возобновляется усадебное строительство, создаётся классический пейзажный парк. Была высажена липовая аллея, построены ворота-руина, в центре круглого пруда был создан остров с беседкой. Примечательным объектом на территории усадьбы стал одноэтажный садовый павильон «Белый домик». Искусствоведы сравнивали построенный в 1780 году французским архитектором де Герном павильон с версальским Трианоном. Постройка в духе классицизма имела изящную отделку, лоджия главного входа была украшена шестиколонным портиком. Интерьер павильона включал изящную лепку, фрески по гравюрам Буше.
В 1812 году усадьба от рук наполеоновских захватчиков пострадала несильно:

«Отбившись от отступавшей французской армии, мародёры рыскали по окрестным селениям, грабили и жгли. Такой отряд дошёл и до Никольского села. Казаки, спрятавшиеся на церковной колокольне, начали стрелять. Крестьяне, вооружившись вилами, топорами, лопатами и баграми, выгнали мародёров из усадебного дома и погнали их по направлению к торфяным болотам, где они и погибли в глубоких трясинах. Потом крестьяне крестным ходом обошли болото, и священник окропил могилы безвестных солдат наполеоновской армии».

В 1840-е — 1860-е годы при князе Михаиле Голицыне (сыне Николая Алексеевича) крепостные мастера под наблюдением М. Д. Быковского выстроили новый усадебный комплекс. Голицын также содержал суконную фабрику, на которой работало до 250 человек. После реформы 1861 года крестьяне оказались без земли и стали покидать село (фабрика закрылась), однако Голицыным удавалось поддерживать блеск старой усадьбы вплоть до 1917 года. Последними владельцами Никольского-Урюпина были внучки М. Н. Голицына — Александра Николаевна, Елена Николаевна и Анна Николаевна (последняя была супругой председателя IV Государственной Думы М. В. Родзянко).

### После 1917 года

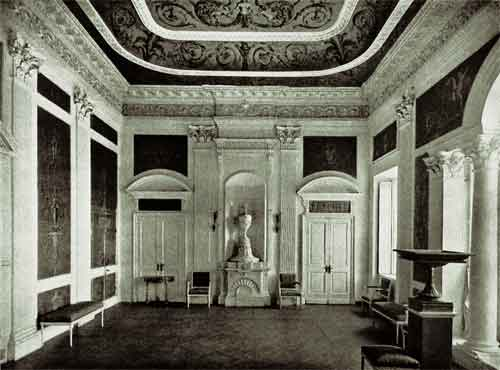
Золотой зал Белого домика (1776-78). Фото из журнала «Старые годы» (1910). Шедевр русского классицизма погиб в самом начале XXI века.

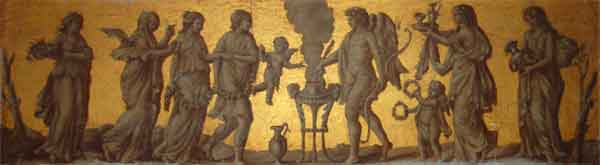
Десюдепорт Белого домика (конец XVIII века)

Революционные события 1917 года не нанесли ущерба имуществу усадьбы, мало того, хозяйки даже продолжали жить в ней, сохранив 15 служащих. Однако уже в 1918 году она была национализирована, а в 1919 году в господском доме был организован музей помещичьей жизни. Служебные постройки и иное имущество усадьбы передали рабкому Гознака для организации совхоза, но он проработал недолго.
Постановлением Совета народных комиссаров РСФСР от 21 сентября 1921 года угодья вокруг усадьбы были переданы РККА для организации военно-инженерного полигона Главного военно-инженерного управления. Помимо земель, были переданы и почти все постройки усадьбы, тем не менее, музей свою деятельность продолжил до 1929 года, когда его фонды были переданы в Архангельское.
После Великой Отечественной войны территория усадьбы отошла Военно-инженерной академии имени В. В. Куйбышева. Благодаря попустительству военных фактически утрачен старинный парк (на его территории был устроен плац и фортификационные сооружения), разрушились служебные постройки. Белый домик пришёл в крайнее запустение. Главный дом использовался до 1990-х годов в качестве общежития курсантов ВИА им. Куйбышева, впоследствии его занимали другие структуры Минобороны. Внутри здания были проведены перепланировки, в результате чего интерьеры оказались полностью утрачены.
Церковь Николая Чудотворца в 1930-е годы была закрыта и использовалась как зернохранилище, овощехранилище, позже там располагались мастерские и промартель. В 1960-х годах была начата реставрация храма, которая продолжилась до 1989 года. В 1991 году храм был передан Русской православной церкви.

## Современное состояние

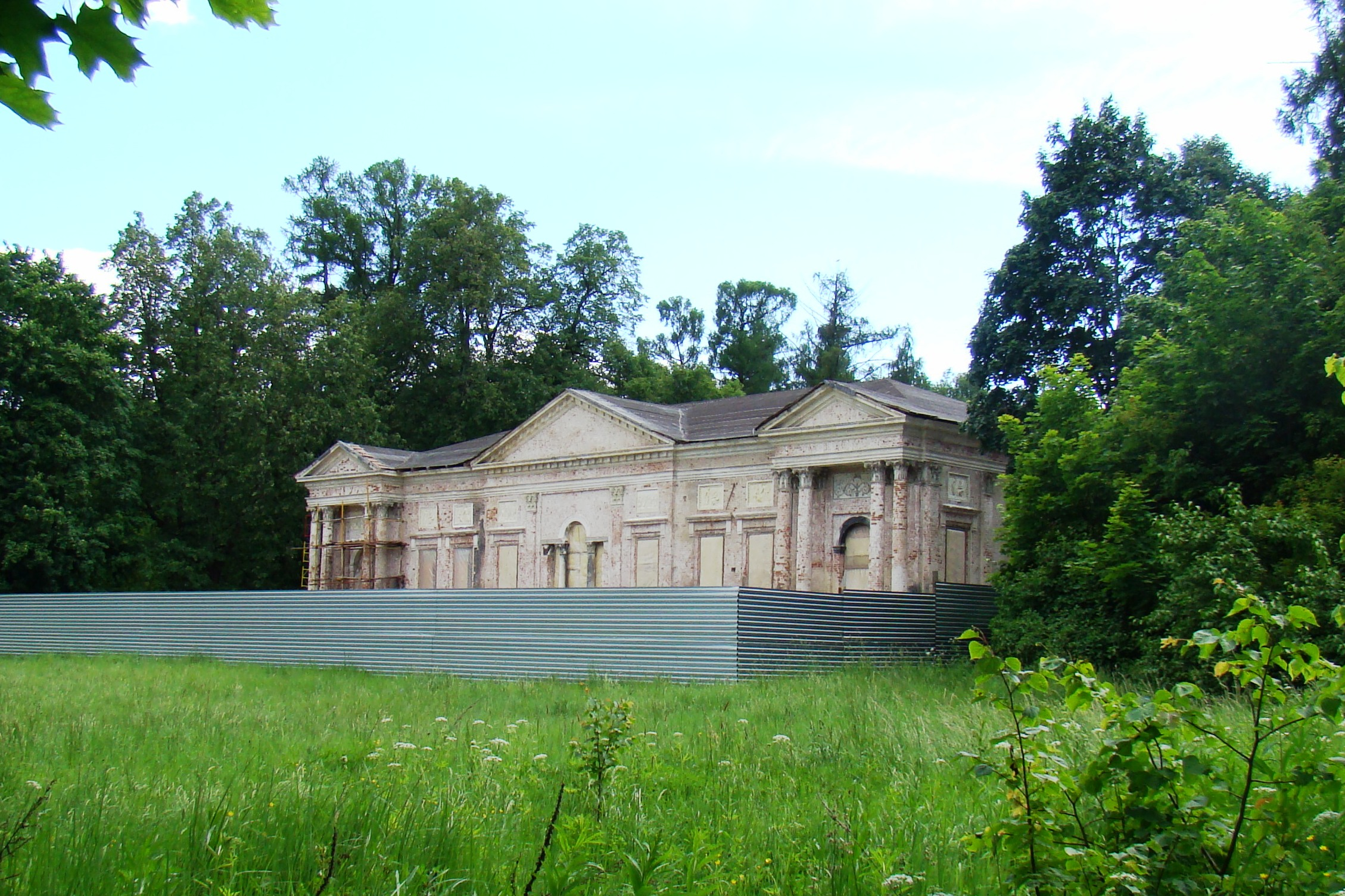
Большой дом, как и прочие строения усадьбы, пребывает в разрухе

В 1999—2001 году усадьба находилась в аренде у российского предпринимателя В. А. Брынцалова, который взялся восстановить её. Однако ему не удалось получить права собственности на поместье, из-за чего работы по восстановлению предприниматель так и не начал. В 2001 году по суду договор аренды с Брынцаловым был расторгнут, а годом позже Никольское-Урюпино было передано в ведение Министерства культуры России. В 2004 году усадьба вновь оказалась предметом разбирательств между государственными органами и частными инвесторами.
Все эти годы здания усадьбы фактически разрушались, в подвалах проживали бомжи. В декабре 2004 большой дом усадьбы сгорел, причем пожар продолжался два дня. Так как перекрытия были деревянными, здание изнутри полностью выгорело. «Белый домик» при пожаре не пострадал.
Осенью 2005 года было объявлено о начале долгожданной реставрации. Журналисты писали, что в возрождённой усадьбе будет организован элитный отель с ограниченным доступом. По состоянию на сентябрь 2015 года никаких работ не ведётся, строительные леса разобраны, все памятники архитектуры руинированы.
В декабре 2021 года усадьба была выставлена на продажу за 828 млн рублей с возможностью «коммерческого использования». В Главном управлении культурного наследия Московской области напомнили, что аналогичным образом ранее была продана усадьба «Гребнево», а будущий собственник будет обязан провести реставрацию.

## В кинематографе
В 1983 г. на территории усадьбы проходили съёмки кинофильма «И жизнь, и слёзы, и любовь». В 2000-х годах здесь снимался сериал Дело о «Мёртвых душах».